# Ernst Högman
Ernst Johan Sigurd Högman, född 18 september 1861 i Håbo-Tibble, Uppsala län, död 18 november 1943 i Stockholm, var en svensk tidningsman, författare, sångtextförfattare och librettist.
Högman var 1882–1898 litterärt biträde i ett bokförlag, medarbetare och senare redaktör för Idun 1899–1922 samt medarbetare i Nya Dagligt Allehanda. Högman översatte och bearbetade en mängd lustspel, operor och operetter för scenen och fick själv uppfört sitt lustspel Doktorns bröllopsdag (1896). Han gav dessutom ut diktsamlingen Ett liv (1920) samt romanerna Syskonen Frödelius (1926) och Då känslan befaller (1928). Högman är begravd på Norra begravningsplatsen utanför Stockholm.